# NHK東西浪曲大会
NHK東西浪曲大会（エヌエイチケイとうざいろうきょくたいかい）は、1972年より開催されているNHK主催の浪曲大会。
それ以前はNHKラジオで東西浪曲大会があった(昭和43年元旦 唯p.372)。

## 概要
1956年度から1971年度まで開催されていた「NHK浪曲研究会」を発展させ、「NHK東西浪曲大会」として1972年より行われている。2017年現在、番組名としては「東西浪曲特選・夏」で放送される。
1972年-74年は東京地区のホールで年2回行われ、1975年からは東京と大阪で年1回ずつ公演が行われるようになる。東京地区は当初は関東地方の公会堂やホールが舞台だったが、1981年以後はイイノホールでの開催に定着、しかしイイノホールが老朽化したため、2006年以後はニッショーホールに開催を移した。NHKホールでの公演はまだ1回もなされていない。一方大阪は長らく大阪厚生年金会館（現・オリックス劇場敷地）で公演されていたが、2001年以降はNHK大阪ホールで公演している。

## 1972年度 - 2010年度
NHK総合テレビで放送
| 年度 | 制作 | 会場／公演日                    | 司会 | 出演 | 放送日時                       |
| ---- | ---- | ------------------------------- | --- | --- | ------------------------------ |
| 1972 | 東京 | 九段会館 1972年07月15日         | 桂米丸 杉本仁美 | 3代目玉川勝太郎「天保水滸伝 鹿島の棒祭り」 木村若衛「唄枕親子旅」 初代京山幸枝若「阿武松」 初代春日井梅鶯「越後獅子祭り」       | 1972年07月23日 日曜13:35-14:35 |
| 1972 | 東京 | 九段会館 1972年07月15日         | 桂米丸 杉本仁美 | 三門博「唄入り観音経」 | 1972年08月27日 日曜16:50-17:20 |
| 1972 | 東京 | 九段会館 1972年07月15日         | 桂米丸 杉本仁美 | 2代目春野百合子「袈裟と盛遠」                                                                                                   | 1972年09月23日 土曜15:30-16:00 |
| 1972 | 東京 | 九段会館 1972年10月11日         | | 松平洋子「豊竹呂昇」 玉川次郎「義士外伝から 赤穂の変人」 梅中軒鶯童「三河長者」                                                 | 1972年11月03日 金曜16:05-17:30 |
| 1972 | 東京 | 九段会館 1972年10月11日         | 3代目広沢虎造「石松代参」 松平国十郎「お里沢市」                                                                                | 1972年12月31日 日曜16:30-17:30                                                                                                  |                                |
| 1973 | 東京 | 九段会館 1973年05月19日         | | 五月一朗「まだら雪」 3代目玉川勝太郎「天保水滸伝から 蛇園村斬込み」 4代目天中軒雲月「決戦巌流島」                               | 1973年06月30日 土曜15:00-16:30 |
| 1973 | 東京 | 九段会館 1973年05月19日         | 松平国十郎「元祿曾我物語」 天津羽衣「母の罪」 2代目相模太郎「灰神楽三太郎」                                                     | 1973年08月26日 日曜16:00-17:30                                                                                                  |                                |
| 1973 | 東京 | 川口市民会館 1973年10月14日     | | 中村富士夫「元祿瓦版」 2代目春野百合子「両国夫婦花火」 三門博「馬鹿の金八」                                                     | 1973年11月23日 金曜13:15-14:45 |
| 1973 | 東京 | 川口市民会館 1973年10月14日     | 3代目広沢虎造「清水次郎長伝より 石松代参 三十石船」 天龍三郎「情の三千俵」                                                      | 1974年01月03日 木曜12:15-14:00                                                                                                  |                                |
| 1974 | 東京 | 埼玉会館 1974年06月15日         | | 玉川勝正「鹿島の棒祭り」 梅中軒鶯童「柳生十兵衛」 松平国十郎「勧進帳」                                                          | 1974年07月21日 日曜14:35-16:05 |
| 1974 | 東京 | 埼玉会館 1974年06月15日         | 三門菊江「かりがね草紙」 4代目吉田奈良丸「神崎東下り」 浪花家辰造「小湊の春」                                                   | 1974年09月15日 日曜14:35-16:05                                                                                                  |                                |
| 1974 | 東京 | 九段会館 1974年10月05日         | | 3代目玉川勝太郎「近世侠客伝」 初代京山幸枝若「寛政力士伝 小田原相撲」 二葉百合子「岸壁に祈る」                                  | 1974年11月04日 月曜13:30-15:00 |
| 1975 | 東京 | 足利市民会館 1975年05月31日     | | 2代目相模太郎「灰神楽道中記」 2代目春野百合子「高田の馬場」 玉川勝正「天保水滸伝 平手造酒の駈けつけ」                           | 1975年07月19日 土曜14:47-16:17 |
| 1975 | 東京 | 足利市民会館 1975年05月31日     | 鹿島秀月「元禄快挙 暁天の星」 天龍三郎「能登の横綱 阿武ノ松緑之助」 五月一朗「戦国余話 白餅大名」                               | 1975年09月15日 月曜13:25-14:55                                                                                                  |                                |
| 1975 | 大阪 | 大阪厚生年金会館 1975年09月06日 | 奥村浩之 | 浪花家辰造「義士銘々伝のうち 不破数右衛門」 2代目春野百合子「おさん茂兵衛」 梅中軒鶯童「三河長者」                              | 1975年11月23日 日曜13:00-14:30 |
| 1975 | 大阪 | 大阪厚生年金会館 1975年09月06日 | 奥村浩之 | 天龍三郎「宝の入船 紀文戻り船」 松平国十郎「勧進帳」 初代京山幸枝若「武蔵屋新造」                                               | 1975年12月31日 水曜13:00-14:30 |
| 1976 | 東京 | 木更津市民会館 1976年05月22日   | | 東家次郎「勝浦の出会い」 梅中軒鶯童「紀伊国屋文左衛門」 二葉百合子「一本刀土俵入り」                                            | 1976年07月17日 土曜14:10-15:40 |
| 1976 | 東京 | 木更津市民会館 1976年05月22日   | 浪花家辰造「悲母大蛇」 初代東家浦太郎「野孤三次 木端売の巻」                                                                    | 1976年09月15日 水曜12:15-13:10                                                                                                  |                                |
| 1976 | 東京 | 木更津市民会館 1976年05月22日   | 4代目天中軒雲月「甚兵衛渡し」                                                                                                   | 1976年10月03日 日曜14:25-15:00                                                                                                  |                                |
| 1976 | 大阪 | 大阪厚生年金会館 1976年09月11日 | 奥村浩之 | 初代真山一郎「江戸っ子金さんから 遠山桜」 2代目春野百合子「近松作品から 槍の権三」 三門博「唄入り観音経」                       | 1976年11月03日 水曜15:55-17:25 |
| 1976 | 大阪 | 大阪厚生年金会館 1976年09月11日 | 奥村浩之 | 松浦四郎若「伊達騒動」 初代東家浦太郎「桶屋奉行」 初代京山幸枝若「会津の小鉄」                                                  | 1976年12月31日 金曜14:15-15:45 |
| 1977 | 東京 | 小田原市民会館 1977年           | | 松平国十郎「元禄明暗二つ星」 2代目春野百合子「藤十郎の恋」 4代目天中軒雲月「海の男」                                            | 1977年07月16日 土曜14:10-15:40 |
| 1977 | 東京 | 小田原市民会館 1977年           | 鹿島秀月「徂徠豆腐」 天竜三郎「五尺の大関」                                                                                     | 1977年09月23日 金曜14:50-15:50                                                                                                  |                                |
| 1977 | 大阪 | 大阪厚生年金会館 1977年         | 井上善夫 | 2代目春野百合子「落城の淀君」 浪花家辰造「風説 荒神山」 梅中軒鶯童「松阪の宿」                                                  | 1977年11月26日 土曜14:10-15:40 |
| 1977 | 大阪 | 大阪厚生年金会館 1977年         | 井上善夫 | 天龍三郎「藤堂高虎 出世の白餅」 3代目広沢虎造「次郎長伝の内 鬼吉の喧嘩状」 初代京山幸枝若「米屋剣法」                           | 1977年12月29日 木曜14:30-16:00 |
| 1978 | 東京 | 入間市民会館 1978年07月02日     | 吉田広 | 4代目天中軒雲月「芋代官行状記」 2代目木村友衛「唄枕親子旅」 初代京山幸枝若「左甚五郎 千人坊主」                                 | 1978年07月22日 土曜14:10-15:40 |
| 1978 | 東京 | 入間市民会館 1978年07月02日     | 吉田広 | 玉川勝正「誉れの槍術」 3代目天光軒満月「父帰る」 初代東家浦太郎「越後伝吉」                                                     | 1978年10月10日 火曜16:00-17:30 |
| 1978 | 大阪 | 大阪厚生年金会館 1978年         | 伊丹賢太郎 | 冨士月の栄「愛の灯は消えず」 3代目玉川勝太郎「天保水滸伝から 蛇園村の斬込み」 初代京山幸枝若「河内十人斬りから おとこ花」       | 1978年12月31日 日曜13:00-14:30 |
| 1978 | 大阪 | 大阪厚生年金会館 1978年         | 伊丹賢太郎 | 3代目広沢駒蔵「左甚五郎 掛川の宿」 五月一朗「出世の千両富」 2代目春野百合子「番町皿屋敷から お菊と播磨」                        | 1979年02月12日 月曜13:25-14:55 |
| 1979 | 東京 | 佐野市民会館 1979年07月15日     | 斎藤光太郎 | 2代目篠田實「紺屋高尾」 五月一朗「谷風の情相撲」 初代京山幸枝若「橋弁慶」                                                       | 1979年07月21日 土曜14:10-15:40 |
| 1979 | 東京 | 佐野市民会館 1979年07月15日     | 斎藤光太郎 | 3代目玉川勝太郎「ねずみ小僧誕生」 2代目春野百合子「両国夫婦花火」 浪花家辰造「天狗行状記」                                      | 1979年09月15日 土曜13:50-15:20 |
| 1979 | 大阪 | 大阪厚生年金会館 1979年         | | 天龍三郎「紀文戻り船」 2代目木村友衛「塩原孝子伝より 塩原江戸日記」 初代京山幸枝若「寛政力士伝より 小田原相撲」                 | 1979年10月20日 土曜14:55-16:25 |
| 1979 | 大阪 | 大阪厚生年金会館 1979年         | 3代目広沢駒蔵「竹の水仙」 2代目春野百合子「梶川大力の粗忽」 4代目天中軒雲月「羅生門」                                           | 1979年12月31日 月曜13:00-14:30                                                                                                  |                                |
| 1980 | 東京 | 蕨市民会館ホール 1980年06月14日 | 古屋和雄 | 4代目天中軒雲月「佐倉義民伝より 甚兵衛の渡し場」 二葉百合子「梅川忠兵衛」 初代京山幸枝若「左甚五郎より「天王寺の眠り猫」」      | 1980年07月06日 日曜14:25-15:55 |
| 1980 | 東京 | 蕨市民会館ホール 1980年06月14日 | 古屋和雄 | 東家菊燕「平次の女難」 葵わか葉「恋の判官」 太田英夫「義士外伝 赤垣源蔵禁酒」                                                   | 1980年12月31日 水曜13:00-14:00 |
| 1980 | 大阪 | 大阪厚生年金会館 1980年         | | 冨士月の栄「ああ 大阪大空襲」 玉川勝正「鹿島の棒祭り」 初代京山幸枝若「武蔵屋新造 美濃路を行く」                                | 1980年09月13日 土曜14:10-15:40 |
| 1980 | 大阪 | 大阪厚生年金会館 1980年         | 天龍三郎「谷風の情相撲」 2代目春野百合子「恋の荒武者」 初代東家浦太郎「野孤三次のうち お糸の危難」                              | 1980年11月03日 月曜16:00-15:30                                                                                                  |                                |
| 1981 | 東京 | イイノホール 1981年07月04日     | 飯窪長彦 | 玉川福太郎「亀甲縞の由来」 3代目日吉川秋水「水戸黄門 奥州の巻」 五月一朗「松坂城の月」                                          | 1981年08月02日 日曜13:05-14:35 |
| 1981 | 東京 | イイノホール 1981年07月04日     | 飯窪長彦 | 澤孝子「徂徠豆腐」 3代目広沢駒蔵「木津勘助の報恩」 浪花家辰造「風説荒神山」                                                     | 1981年12月31日 木曜16:25-17:55 |
| 1981 | 大阪 | 大阪厚生年金会館 1981年         | | 松浦四郎若「子宝武士道」 松平洋子「娘義太夫 豊竹呂昇」 初代京山幸枝若「笹川の花会 天保水滸伝から」                              | 1981年09月13日 土曜14:10-15:40 |
| 1981 | 大阪 | 大阪厚生年金会館 1981年         | 初代真山一郎「刃傷松の廊下」 2代目春野百合子「樽屋おせん」 4代目天中軒雲月「合戦川中島」                                        | 1981年12月12日 土曜15:30-17:00                                                                                                  |                                |
| 1982 | 東京 | イイノホール 1982年07月23日     | | 3代目広沢虎造「追分宿の仇討ち」 初代東家浦太郎「情けの拾両」 初代京山幸枝若「竹の水仙」                                         | 1982年08月01日 日曜13:35-15:00 |
| 1982 | 東京 | イイノホール 1982年07月23日     | 3代目玉川勝太郎「茶碗屋敷」 冨士月の栄「まごころ草紙」 浪花家辰造「小湊の春」                                                   | 1982年12月31日 金曜13:00-14:30                                                                                                  |                                |
| 1982 | 大阪 | 大阪厚生年金会館 1982年         | 田沢真 | 天竜三郎「三河屋甚兵衛」 2代目春野百合子「新釈南部坂」 五月一朗「伊勢の宿」                                                     | 1982年10月11日 月曜14:00-15:30 |
| 1982 | 大阪 | 大阪厚生年金会館 1982年         | 田沢真 | 三門菊江「江戸の川並」 3代目広沢駒蔵「水戸黄門 散財競争の巻」 初代京山幸枝若「破れ太鼓」                                        | 1982年12月04日 土曜16:00-17:30 |
| 1983 | 東京 | イイノホール 1983年07月02日     | | 玉川勝正「誉れの槍術」 天龍三郎「五尺の大関」 二葉百合子「悲風千里」                                                            | 1983年07月23日 土曜14:30-16:00 |
| 1983 | 東京 | イイノホール 1983年07月02日     | 2代目篠田實「紺屋高尾」 2代目京山小円嬢「赤垣源蔵 名残の徳利」 4代目天中軒雲月「佐倉義民伝」                                    | 1983年12月31日 土曜13:00-14:30                                                                                                  |                                |
| 1983 | 大阪 | 大阪厚生年金会館 1983年         | | 真山一郎「北方の故郷」 2代目春野百合子「梅川忠兵衛」 東家浦太郎「紋三郎の秀」                                                   | 1983年11月26日 土曜14:50-16:20 |
| 1983 | 大阪 | 大阪厚生年金会館 1983年         | 3代目広沢駒蔵「尾張春太郎 広島の仇討ち」 春日井梅鴬「郡上宝暦義民伝」 初代京山幸枝若「寛政力士伝より 雷電と八角」               | 1984年02月25日 土曜15:40-17:10                                                                                                  |                                |
| 1984 | 東京 | イイノホール 1984年07月07日     | | 3代目玉川勝太郎「忠治旅日記」 松平洋子「おしん」 初代京山幸枝若「米屋剣法」                                                     | 1984年07月21日 土曜14:10-15:40 |
| 1984 | 東京 | イイノホール 1984年07月07日     | 五月一朗「谷風の情け相撲」 冨士月の栄「望郷母紅梅」 浪花家辰造「黒田武士」                                                      | 1984年12月29日 土曜16:00-17:30                                                                                                  |                                |
| 1984 | 大阪 | 大阪厚生年金会館 1984年         | | 浪花歌笑「左甚五郎名工猫餅」 2代目春野百合子「おさん茂兵衛」 4代目天中軒雲月「決戦巌流島」                                      | 1984年11月17日 土曜14:10-15:40 |
| 1984 | 大阪 | 大阪厚生年金会館 1984年         | 天龍三郎「紀の国屋文左衛門 みかん売り」 澤孝子「からかさ桜」 初代京山幸枝若「寛永三馬術 大井川乗り切り」                        | 1985年02月16日 土曜14:10-15:40                                                                                                  |                                |
| 1985 | 東京 | イイノホール 1985年07月06日     | | 五月一朗「借金奉行」 初代東家浦太郎「三次と小花」 2代目春野百合子「両国夫婦花火」                                               | 1985年08月24日 土曜15:00-16:30 |
| 1985 | 東京 | イイノホール 1985年07月06日     | 浪花家辰造「不破数右衛門の芝居見物」 天龍三郎「豪商紀文の戻り船」 二葉百合子「春雷」                                            | 1985年12月31日 火曜15:30-17:00                                                                                                  |                                |
| 1985 | 大阪 | 大阪厚生年金会館 1985年         | | 初代真山一郎「落城の舞」 葵わか葉「花吹雪野猿の図」 初代京山幸枝若「六代目横綱 阿武松緑之助」                                   | 1985年11月09日 土曜14:10-15:40 |
| 1985 | 大阪 | 大阪厚生年金会館 1985年         | 3代目広沢駒蔵「水戸黄門漫遊記から ひょうたん屋の巻」 2代目春野百合子「藤十郎の恋」 3代目玉川勝太郎「天保水滸伝から 笹川の花会」 | 1986年02月08日 土曜14:30-16:00                                                                                                  |                                |
| 1986 | 東京 | イイノホール 1986年07月05日     | 山川静夫 | 3代目玉川勝太郎「次郎長裸道中記」 3代目日吉川秋水「松に雁」 4代目天中軒雲月「関ヶ原合戦秘話」                                   | 1986年08月02日 土曜14:10-15:40 |
| 1986 | 東京 | イイノホール 1986年07月05日     | 山川静夫 | 五月一朗「秀吉の報恩」 初代東家浦太郎「無法一代」 初代京山幸枝若「天王寺の眠り猫」                                              | 1986年12月31日 水曜15:34-17:00 |
| 1986 | 大阪 | 大阪厚生年金会館 1986年         | | 2代目篠田實「不動新助」 冨士月の栄「母ちゃん死ぐのいやだ」 初代京山幸枝若「武蔵坊弁慶」                                         | 1986年11月08日 土曜14:10-15:40 |
| 1986 | 大阪 | 大阪厚生年金会館 1986年         | 3代目広沢駒蔵「幸助餅」 2代目春野百合子「お菊と播磨」 浪花家辰造「塩原多助江戸日記」                                            | 1987年02月11日 土曜16:00-17:30                                                                                                  |                                |
| 1987 | 東京 | イイノホール 1987年07月14日     | 相川浩 | 浪花家辰造「稲川江戸日記」 2代目春野百合子「阿波の踊り子」 4代目天中軒雲月「決戦巌流島」                                        | 1987年08月01日 土曜14:10-15:40 |
| 1987 | 東京 | イイノホール 1987年07月14日     | 相川浩 | 澤孝子「徂徠豆腐」 3代目広沢駒蔵「水戸黄門漫遊記」 二葉百合子「梅川忠兵衛」                                                     | 1987年12月31日 木曜16:00-15:30 |
| 1987 | 大阪 | 大阪厚生年金会館 1987年         | | 2代目京山小円嬢「名剣 稲荷丸」 3代目広沢虎造「鬼吉の喧嘩状」 初代京山幸枝若「義侠の大関 御所桜」                                | 1987年10月17日 土曜15:15-16:45 |
| 1987 | 大阪 | 大阪厚生年金会館 1987年         | 初代真山一郎「日本の母」 2代目春野百合子「女殺し油の地獄」 五月一朗「借金奉行」                                                 | 1988年01月30日 土曜14:10-15:40                                                                                                  |                                |
| 1988 | 東京 | イイノホール 1988年07月09日     | | 3代目玉川勝太郎「茶碗屋敷」 2代目京山小円嬢「祐天吉松」 五月一朗「出世の白餅」                                                  | 1988年07月30日 土曜15:15-16:45 |
| 1988 | 東京 | イイノホール 1988年07月09日     | 2代目東家浦太郎「安兵衛の道場破り」 松平洋子「染め分け手綱」 初代京山幸枝若「寛永三馬術から 大井川乗り切り」                    | 1988年12月31日 土曜13:45-15:15                                                                                                  |                                |
| 1988 | 大阪 | 大阪厚生年金会館 1988年         | | 天竜三郎「伊達騒動から荒木の受難」 冨士月の栄「いのち絶唱」 4代目天中軒雲月「武田信玄」                                         | 1988年10月22日 土曜16:25-17:55 |
| 1988 | 大阪 | 大阪厚生年金会館 1988年         | 2代目篠田實「紺屋高尾」 2代目春野百合子「高田の馬場」 初代京山幸枝若「左甚五郎 竹の水仙」                                       | 1989年02月25日 土曜14:10-15:40                                                                                                  |                                |
| 1989 | 東京 | イイノホール 1989年07月08日     | | 松浦四郎若「円山応挙」 葵わか葉「千代という女ありけり」 五月一朗「誉れの三百石」                                                | 1989年07月22日 土曜16:20-17:50 |
| 1989 | 東京 | イイノホール 1989年07月08日     | 太田英夫「山の名刀」 2代目春野百合子「樽屋おせん」 4代目天中軒雲月「佐倉義民伝」                                                | 1989年12月31日 日曜14:30-14:00                                                                                                  |                                |
| 1989 | 大阪 | 大阪厚生年金会館 1989年         | | 玉川福太郎「不破数右衛門の芝居見物」 3代目広沢駒蔵「東海道遊笑伝から 長楽寺新太郎」 初代京山幸枝若「寛政力士伝から 小田原相撲」 | 1989年10月21日 土曜13:50-15:20 |
| 1989 | 大阪 | 大阪厚生年金会館 1989年         | 京山福太郎「米屋剣法」 2代目春野百合子「暗闇の丑松」 初代東家浦太郎「野狐三次 木っ端売り」                                      | 1990年02月24日 土曜15:00-16:30                                                                                                  |                                |
| 1990 | 東京 | イイノホール 1990年07月07日     | | 2代目篠田實「兄弟鴉」 天龍三郎「角力ごよみから 情けの八百長」 二葉百合子「婦系図」                                              | 1990年08月25日 土曜13:50-15:20 |
| 1990 | 東京 | イイノホール 1990年07月07日     | 3代目広沢虎造「石松の最期」 3代目玉川勝太郎「そば志ぐれ」 初代京山幸枝若「武蔵屋新造 美濃路を行く」                             | 1990年12月31日 日曜13:00-14:30                                                                                                  |                                |
| 1990 | 大阪 | 大阪厚生年金会館 1990年         | | 3代目広沢駒蔵「谷風の少年時代」 2代目春野百合子「恋の荒武者 袈裟と盛遠」 4代目天中軒雲月「八丈島の宇喜多秀家」                  | 1990年10月13日 土曜15:15-16:45 |
| 1990 | 大阪 | 大阪厚生年金会館 1990年         | 初代京山幸枝若「義士外伝名剣稲荷丸 直助の誉れの国がえり」 五月一朗「名月松坂城」 2代目京山小円嬢「左甚五郎 千人坊主」           | 1991年02月02日 土曜14:25-15:55                                                                                                  |                                |
| 1991 | 東京 | イイノホール 1991年07月06日     | | 五月一朗「佐渡の夕映え」 三原佐知子「命はてるまで」 4代目天中軒雲月「決戦巌流島」                                               | 1991年08月24日 土曜15:35-17:05 |
| 1991 | 東京 | イイノホール 1991年07月06日     | 太田秀夫「太閤記」 2代目春野百合子「梅川忠兵衛」 初代東家浦太郎「本郷ごよみ」                                                   | 1991年12月30日 月曜15:05-16:35                                                                                                  |                                |
| 1991 | 大阪 | 大阪厚生年金会館 1991年         | | 澤孝子「春日局」 初代真山一郎「嗚呼!吉田松陰」 2代目春野百合子「夫婦善哉」                                                      | 1991年10月26日 土曜14:50-16:20 |
| 1991 | 大阪 | 大阪厚生年金会館 1991年         | 3代目広沢駒蔵「水戸黄門漫遊記より 金賭け道場の巻」 冨士月の栄「国後恋歌」 3代目玉川勝太郎「忠治山形屋」                         | 1992年02月29日 土曜15:05-16:35                                                                                                  |                                |
| 1992 | 東京 | イイノホール 1992年07月04日     | | 五月一朗「太閤記から 禁酒百石」 3代目広沢駒蔵「左甚五郎 竹の水仙」 玉川福太郎「阿武松」                                         | 1992年07月11日 土曜14:00-15:30 |
| 1992 | 東京 | イイノホール 1992年07月04日     | 太田英夫「源平盛衰記より 恩讐藤戸渡り」 3代目玉川勝太郎「天保水滸伝 平手造酒の駆けつけ」 2代目春野百合子「藤十郎の恋」          | 1992年12月30日 水曜15:05-16:30                                                                                                  |                                |
| 1992 | 大阪 | 大阪厚生年金会館 1992年         | | 京山福太郎「左甚五郎より 千人坊主」 松平洋子「娘義太夫 豊竹呂昇」 2代目春野百合子「両国夫婦花火」                               | 1992年11月14日 土曜14:00-15:30 |
| 1992 | 大阪 | 大阪厚生年金会館 1992年         | 松浦四郎若「赤穂城明け渡し」 4代目天中軒雲月「石田三成」 2代目京山小円嬢「艶容女舞衣 酒屋の段より おその」                      | 1993年02月27日 土曜14:00-15:30                                                                                                  |                                |
| 1993 | 東京 | イイノホール 1993年07月03日     | 吉川精一 | 太田英夫「桃中軒雲右衛門 桃源の風雲児」 京山福太郎「曲垣平九郎」 初代東家浦太郎「魚屋本多」                                     | 1993年08月07日 土曜14:00-15:30 |
| 1993 | 東京 | イイノホール 1993年07月03日     | 吉川精一 | 3代目玉川勝太郎「忠治山形屋」 2代目京山小円嬢「権太栗毛」 4代目天中軒雲月「宗吾 涙の妻子別れ」                                  | 1993年12月28日 火曜15:25-16:55 |
| 1993 | 大阪 | 大阪厚生年金会館 1993年         | | 松浦四郎若「夢の財布」 葵わか葉「千代という女ありけり」 2代目春野百合子「曽根崎心中」                                           | 1993年10月16日 土曜14:00-15:25 |
| 1993 | 大阪 | 大阪厚生年金会館 1993年         | 三原佐知子「あゝ、残留孤児」 3代目広沢駒蔵「勘助と淀屋の娘」 五月一朗「松坂城の月」                                             | 1994年02月26日 土曜15:05-16:35                                                                                                  |                                |
| 1994 | 東京 | イイノホール 1994年07月02日     | 中江陽三 | 太田英夫「王将」 3代目広沢駒蔵「水戸黄門漫遊記より 瓢箪屋」 3代目玉川勝太郎「天保水滸伝より 鹿島の棒祭り」                      | 1994年08月06日 土曜14:40-16:10 |
| 1994 | 東京 | イイノホール 1994年07月02日     | 中江陽三 | 玉川福太郎「陸奥間違い」 五月一朗「借金奉行」 2代目春野百合子「女殺し油の地獄」                                                 | 1994年12月03日 土曜14:30-16:00 |
| 1994 | 大阪 | 大阪厚生年金会館 1994年         | | 京山福太郎「尾張大八」 2代目京山小円嬢「名刀稲荷丸」 初代東家浦太郎「野狐三次の内より 三次と伊賀守」                            | 1994年10月29日 土曜15:20-16:50 |
| 1994 | 大阪 | 大阪厚生年金会館 1994年         | 澤孝子「滝の白糸」 初代真山一郎「俵星玄蕃」 2代目春野百合子「おさん茂兵衛」                                                     | 1995年02月18日 土曜14:00-15:30                                                                                                  |                                |
| 1995 | 東京 | イイノホール 1995年07月         | 中江陽三 | 春日井梅光「天野屋利兵衛」 2代目東家浦太郎「野狐三次より お糸の危難」 2代目春野百合子「お菊と播磨」                             | 1995年09月15日 土曜14:05-15:35 |
| 1995 | 東京 | イイノホール 1995年07月         | 中江陽三 | 京山福太郎「天王寺の眠り猫」 葵わか葉「花吹雪野猿の図」 3代目玉川勝太郎「天保水滸伝 平手の駆けつけ」                            | 1995年12月16日 土曜15:00-16:30 |
| 1995 | 大阪 | 大阪厚生年金会館 1995年09月12日 | | 松浦四郎若「秋田蕗」 2代目京山小円嬢「下田しぐれ」 五月一朗「秀吉の報恩」                                                       | 1995年10月28日 土曜14:40-16:10 |
| 1995 | 大阪 | 大阪厚生年金会館 1995年09月12日 | 3代目広沢駒蔵「水戸黄門漫遊記より 湊川の巻」 玉川福太郎「天保六花撰から 河内山と直侍」 2代目春野百合子「落城の淀君」            | 1996年03月20日 月曜14:10-15:40                                                                                                  |                                |
| 1996 | 東京 | イイノホール 1996年07月         | 中江陽三 | 3代目広沢駒蔵「幸助餅」 4代目東家三楽「名工二代」                                                                               | 1996年08月31日 土曜15:00-16:00 |
| 1996 | 東京 | イイノホール 1996年07月         | 中江陽三 | 松平洋子「室町京之助作 九代目市川團十郎」 五月一朗「出世高虎」                                                                  | 1996年12月07日 土曜14:45-15:45 |
| 1996 | 大阪 | 大阪厚生年金会館 1996年09月     | | 三原佐知子「じょんがら流転」 3代目玉川勝太郎「天保水滸伝 平手造酒の駆けつけ」                                                   | 1996年10月20日 日曜14:15-15:15 |
| 1996 | 大阪 | 大阪厚生年金会館 1996年09月     | 初代真山一郎「切支丹秘話 片割れ月」 2代目春野百合子「高田の馬場」                                                               | 1997年02月22日 土曜15:00-16:00                                                                                                  |                                |
| 1997 | 東京 | イイノホール 1997年07月         | 中江陽三 | 京山福太郎「甚五郎 掛川の宿」 3代目玉川勝太郎「幡随院と桜川」                                                                   | 1997年08月24日 日曜14:15-14:15 |
| 1997 | 東京 | イイノホール 1997年07月         | 中江陽三 | 澤孝子「雪女」 4代目東家三楽「南部坂雪の別れ」                                                                                  | 1997年12月20日 土曜14:40-15:40 |
| 1997 | 大阪 | 大阪厚生年金会館 1997年         | | 2代目京山小円嬢「赤穂の人妻」 五月一朗「佐渡の夕映え」                                                                          | 1997年10月18日 土曜14:40-15:40 |
| 1997 | 大阪 | 大阪厚生年金会館 1997年         | 3代目広沢駒蔵「阿武松緑之助」 2代目春野百合子「樽屋おせん」                                                                     | 1998年02月28日 土曜14:40-15:40                                                                                                  |                                |
| 1998 | 東京 | イイノホール 1998年07月         | 中江陽三 | 4代目東家三楽「名工甚五郎 昇天の龍」 三原佐知子「三味線渡り鳥」                                                                 | 1998年09月20日 日曜14:15-15:15 |
| 1998 | 東京 | イイノホール 1998年07月         | 中江陽三 | 葵わか葉「花の田原坂」 3代目玉川勝太郎「ねずみ小僧ひょっこり誕生の物語」                                                        | 1998年12月05日 土曜14:40-15:40 |
| 1998 | 大阪 | 大阪厚生年金会館 1998年         | 芦川淳平 | 澤孝子「おとみ与三郎 稲荷堀」 初代真山一郎「番場の忠太郎」                                                                      | 1998年10月18日 日曜14:15-15:15 |
| 1998 | 大阪 | 大阪厚生年金会館 1998年         | 芦川淳平 | 京山福太郎「華の大関 御所桜仙之助」 2代目春野百合子「梶川大力の粗忽」                                                           | 1999年02月13日 土曜15:00-16:00 |
| 1999 | 東京 | イイノホール 1999年07月         | 中江陽三 | 京山福太郎「度々平の住み込み」 3代目玉川勝太郎「森の石松道中記」                                                                | 1999年08月22日 日曜14:15-15:15 |
| 1999 | 東京 | イイノホール 1999年07月         | 中江陽三 | 松平洋子「湯島の白梅」 五月一朗「晴れ晴れ雲」                                                                                   | 1999年12月19日 日曜16:00-17:00 |
| 1999 | 大阪 | 大阪厚生年金会館 1999年         | 芦川淳平 | 玉川福太郎「梅ヶ谷江戸日記」 2代目春野百合子「大高源吾笹売りの條」                                                              | 1999年10月30日 土曜16:30-17:30 |
| 1999 | 大阪 | 大阪厚生年金会館 1999年         | 芦川淳平 | 松浦四郎若「相馬大作 神宮寺川」 3代目広沢駒蔵「水戸黄門漫遊記 ひょうたん屋の巻」                                                | 2000年03月04日 土曜16:30-17:30 |
| 2000 | 東京 | イイノホール 2000年07月         | 中江陽三 | 3代目広沢駒蔵「幸助餅」 4代目東家三楽「土屋主税」                                                                               | 2000年09月09日 土曜15:05-16:05 |
| 2000 | 東京 | イイノホール 2000年07月         | 中江陽三 | 澤孝子「春日の局」 五月一朗「三河長者」                                                                                         | 2000年12月17日 日曜15:10-16:10 |
| 2000 | 大阪 | 大阪厚生年金会館 2000年         | | 2代目東家浦太郎「文左 遊郭の男舞い」 2代目春野百合子「恋の荒武者 袈裟と盛遠」                                                   | 2000年10月28日 土曜16:20-17:20 |
| 2000 | 大阪 | 大阪厚生年金会館 2000年         | 2代目京山小円嬢「権太栗毛」 初代真山一郎「南部坂 雪の別れ」                                                                     | 2001年03月03日 土曜15:00-16:00                                                                                                  |                                |
| 2001 | 東京 | イイノホール 2001年07月         | | 京山福太郎「曲垣平九郎 大井川乗り切り」 二葉百合歌「唐人お吉」                                                                  | 2001年08月25日 土曜15:00-16:00 |
| 2001 | 東京 | イイノホール 2001年07月         | 葵わか葉「元禄花吹雪」 4代目東家三楽「甚五郎 天王寺の巻」                                                                       | 2001年12月15日 土曜15:15-16:15                                                                                                  |                                |
| 2001 | 大阪 | NHK大阪ホール                   | | 2代目春野百合子「両国夫婦花火」 五月一朗「鉢の木」                                                                              | 2002年01月05日 土曜15:05-16:05 |
| 2001 | 大阪 | NHK大阪ホール                   | 三原佐知子「じょんがら流転」 初代真山一郎「武蔵坊弁慶」                                                                         | 2002年02月23日 土曜16:30-17:30                                                                                                  |                                |
| 2002 | 東京 | イイノホール 2002年07月         | 中江陽三 | 2代目東家浦太郎「五稜郭始末記」 2代目京山小円嬢「直助誉れの国帰り」                                                             | 2002年08月24日 土曜15:05-16:05 |
| 2002 | 東京 | イイノホール 2002年07月         | 中江陽三 | 松平洋子「染分け手綱」 五月一朗「借金奉行」                                                                                     | 2002年12月14日 土曜15:05-16:05 |
| 2002 | 大阪 | NHK大阪ホール 2002年            | 芦川淳平 | 国本武春「英国密航」 2代目春野百合子「お菊と播磨」                                                                              | 2002年10月27日 日曜17:00-18:00 |
| 2002 | 大阪 | NHK大阪ホール 2002年            | 芦川淳平 | 京山福太郎「左甚五郎より 天王寺の眠り猫」 松浦四郎若「武士気質」                                                                | 2003年02月23日 日曜16:30-17:30 |
| 2003 | 東京 | イイノホール 2003年07月         | 中江陽三 | 松浦四郎若「禁酒百石」 澤孝子「滝の白糸」                                                                                       | 2003年08月23日 土曜16:30-17:30 |
| 2003 | 東京 | イイノホール 2003年07月         | 中江陽三 | 4代目東家三楽「赤垣源蔵徳利の別れ」 2代目東家浦太郎「野狐三次木っ端売り」                                                       | 2003年12月28日 日曜13:45-14:45 |
| 2003 | 大阪 | NHK大阪ホール 2003年            | 芦川淳平 | 玉川福太郎「黄金の花」 2代目春野百合子「おさん茂兵衛」                                                                          | 2003年10月18日 土曜16:30-17:30 |
| 2003 | 大阪 | NHK大阪ホール 2003年            | 芦川淳平 | 三原佐知子「母恋あいや節」 初代真山一郎「大石妻子の別れ」                                                                       | 2004年02月21日 土曜15:05-16:05 |
| 2004 | 東京 | イイノホール 2004年07月         | | 2代目京山幸枝若「恋の道成寺 安珍清姫」 春日井梅鶯「流れる雲」                                                                   | 2004年07月24日 土曜14:00-15:00 |
| 2004 | 東京 | イイノホール 2004年07月         | 玉川福太郎「青龍刀権次」 2代目東家浦太郎「演歌巡礼より 望郷別れの一本杉」                                                       | 2004年12月18日 土曜16:30-17:30                                                                                                  |                                |
| 2004 | 大阪 | NHK大阪ホール 2004年            | 芦川淳平 | 澤孝子「姿三四郎恋暦」 真山一郎「ああ大塩平八郎」                                                                               | 2004年12月05日 日曜16:00-17:00 |
| 2004 | 大阪 | NHK大阪ホール 2004年            | 芦川淳平 | 2代目京山小円嬢「赤垣源蔵 名残の徳利」 2代目春野百合子「藤十郎の恋」                                                            | 2005年02月06日 日曜17:00-18:00 |
| 2005 | 東京 | イイノホール 2005年07月         | | 松浦四郎若「伊達騒動から 松前出府」 2代目東家浦太郎「茶碗長屋」                                                                 | 2005年07月24日 日曜14:00-15:00 |
| 2005 | 東京 | イイノホール 2005年07月         | 葵わか葉「千代という女ありけり」 玉川福太郎「天保水滸伝から 鹿島の棒祭り」                                                      | 2005年12月17日 土曜15:05-16:05                                                                                                  |                                |
| 2005 | 大阪 | NHK大阪ホール 2005年            | 芦川淳平 | 2代目春野百合子「女殺し油の地獄」 五月一朗「禁酒百石」                                                                          | 2005年10月09日 日曜14:25-15:25 |
| 2005 | 大阪 | NHK大阪ホール 2005年            | 芦川淳平 | 2代目京山幸枝若「忠次と火の車お萬」 初代真山一郎「源平悲恋物語」                                                                | 2006年02月05日 日曜15:05-16:05 |
| 2006 | 東京 | イイノホール 2006年07月         | | 2代目京山幸枝若「祐天吉松から 喧嘩坊主」 4代目東家三楽「日本橋情話」                                                            | 2006年07月30日 日曜16:30-17:30 |
| 2006 | 東京 | イイノホール 2006年07月         | 春日井梅光「天野屋利兵衛」 澤孝子「十三夜」                                                                                     | 2006年12月16日 土曜15:05-16:05                                                                                                  |                                |
| 2006 | 大阪 | NHK大阪ホール 2006年09月02日    | 芦川淳平 | 2代目東家浦太郎「長兵衛と桜川」 2代目京山小円嬢「定九郎出世噺」                                                                 | 2006年10月22日 日曜13:55-14:55 |
| 2006 | 大阪 | NHK大阪ホール 2006年09月02日    | 芦川淳平 | 松浦四郎若「桜田門外余話 首護送」 初代真山一郎「刃傷松の廊下」                                                                  | 2007年02月04日 日曜14:00-15:00 |
| 2007 | 東京 | イイノホール 2007年07月         | 水谷彰宏 | 2代目京山小円嬢「名刀稲荷丸」 春日井梅光「越後獅子祭り」                                                                        | 2007年08月25日 土曜15:50-16:50 |
| 2007 | 東京 | イイノホール 2007年07月         | 水谷彰宏 | 澤孝子「女医吉岡弥生先生伝 さくらさくら」 五月一朗「白餅大名」                                                                  | 2007年12月15日 土曜15:05-16:05 |
| 2007 | 大阪 | NHK大阪ホール 2007年09月02日    | 芦川淳平 | 国本武春「英国密航」 松浦四郎若「太閤記 金龍縄張り絵図面問答」                                                                  | 2007年10月21日 日曜13:55-14:55 |
| 2007 | 大阪 | NHK大阪ホール 2007年09月02日    | 芦川淳平 | 三原佐知子「はばたけ千羽鶴」 初代真山一郎「大石主税とその母」                                                                   | 2008年02月03日 日曜14:00-15:00 |
| 2008 | 東京 | ニッショーホール 2008年07月     | 水谷彰宏 | 松浦四郎若「殉国 真説堺事件」 澤孝子「大新河岸 母子河童」                                                                       | 2008年08月31日 日曜15:05-16:00 |
| 2008 | 東京 | ニッショーホール 2008年07月     | 水谷彰宏 | 国本武春「赤垣源蔵 徳利の別れ」 4代目東家三楽「甚五郎のうち 天王寺の巻」                                                        | 2008年12月14日 日曜15:05-16:00 |
| 2008 | 大阪 | NHK大阪ホール 2008年08月31日    | 芦川淳平 | 2代目東家浦太郎「夕立勘五郎 世直し初暦」 2代目京山小円嬢「下田しぐれ」                                                          | 2008年10月04日 土曜15:05-16:00 |
| 2008 | 大阪 | NHK大阪ホール 2008年08月31日    | 芦川淳平 | 2代目京山幸枝若「左甚五郎 千人坊主」 三原佐知子「異国の母」                                                                     | 2009年02月07日 土曜15:05-16:00 |
| 2009 | 東京 | ニッショーホール 2009年07月     | | 2代目京山幸枝若「加賀騒動から武士の情」 2代目東家浦太郎「馬場の大盃」                                                           | 2009年08月30日 日曜15:05-16:00 |
| 2009 | 東京 | ニッショーホール 2009年07月     | 春日井梅光「赤城の子守唄」 澤孝子「徂徠豆腐」                                                                                   | 2009年12月13日 日曜15:05-16:00                                                                                                  |                                |
| 2009 | 大阪 | NHK大阪ホール 2009年08月29日    | 芦川淳平 | 国本武春「紺屋高尾」 三原佐知子「原爆の母」                                                                                     | 2009年10月17日 土曜15:30-16:25 |
| 2009 | 大阪 | NHK大阪ホール 2009年08月29日    | 芦川淳平 | 菊地まどか「赤垣源蔵 名残の徳利」 松浦四郎若「勧進帳」                                                                          | 2010年02月07日 日曜15:05-16:00 |
| 2010 | 東京 | ニッショーホール 2010年07月23日 | | 松浦四郎若「赤穂城開け渡し」 澤孝子「春日局」                                                                                   | 2010年09月20日 月曜14:00-14:55 |
| 2010 | 東京 | ニッショーホール 2010年07月23日 | 国本武春「原敬の友情」 5代目天中軒雲月「佐倉義民伝より 佐倉宗吾郎妻子別れ」                                                     | 2010年12月12日 日曜15:05-16:00                                                                                                  |                                |
| 2010 | 大阪 | NHK大阪ホール 2010年08月28日    | 芦川淳平 | 2代目東家浦太郎「夕立勘五郎 さんばら辰、駆けつけ」 2代目京山幸枝若「米屋剣法」                                                  | 2010年10月16日 土曜15:05-16:00 |
| 2010 | 大阪 | NHK大阪ホール 2010年08月28日    | 芦川淳平 | 菊地まどか「阿波の踊り子」 2代目京山小円嬢「亀甲縞」                                                                            | 2011年02月06日 日曜15:05-16:00 |

## 2011年度以降
NHK Eテレで放送
| 年度 | 制作 | 会場／公演日                    | 司会                | 出演 | 放送日時                       |
| ---- | ---- | ------------------------------- | ------------------- | --- | ------------------------------ |
| 2011 | 東京 | ニッショーホール 2011年07月22日 | 塚原泰介            | 2代目京山幸枝若「左甚五郎より 天王寺の眠り猫」 澤孝子「雪おんな」 国本武春「若き日の大浦兼武」 春日井梅光「権太栗毛」                                                           | 2011年09月17日 土曜15:00-16:40 |
| 2011 | 大阪 | NHK大阪ホール 2011年08月27日    | 春野恵子            | 2代目真山一郎「日本の母」 三原佐知子「母ちゃんしぐのいやだ」 5代目天中軒雲月「瑶泉院 涙の南部坂」 松浦四郎若「円山応挙」                                                        | 2011年10月23日 日曜15:00-16:40 |
| 2012 | 東京 | ニッショーホール 2012年07月20日 | 水谷彰宏            | 2代目京山小円嬢「定九郎出世噺」 イエス玉川「忠治山形屋」 5代目天中軒雲月「若き日の小村寿太郎」 澤孝子「女人平家 恋華経」                                                        | 2012年09月22日 土曜15:00-16:40 |
| 2012 | 大阪 | NHK大阪ホール 2012年09月01日    | 春野恵子            | 菊地まどか「村松三太夫」 国本武春「南部坂雪の別れ」 三原佐知子「母恋あいや節」 2代目京山幸枝若「恋の道成寺 安珍清姫」                                                           | 2012年10月21日 日曜15:00-16:40 |
| 2013 | 東京 | ニッショーホール 2013年07月26日 | 国本武春 渡邊佐和子 | 国本武春「村上喜剣」 三門柳「唄入り観音経」 三原佐知子「じょんがら流転」 澤孝子「左甚五郎伝より 竹の水仙」                                                                      | 2013年09月08日 日曜15:00-16:45 |
| 2013 | 大阪 | NHK大阪ホール 2013年08月31日    | 河島あみる          | 春野恵子「天狗の女房」 菊地まどか「嫁ぐ日」 玉川奈々福「仙台の鬼夫婦」 2代目京山幸枝若「祐天吉松から喧嘩坊主」                                                                  | 2013年10月26日 土曜15:00-16:45 |
| 2013 | 大阪 | NHK大阪ホール 2013年08月31日    | 河島あみる          | 幸いってん 松浦四郎若 |                                |
| 2014 | 東京 | ニッショーホール 2014年07月25日 | 国本武春 與芝由三栄 | 富士路子「源太時雨」 国本武春・玉川奈々福「清水次郎長伝 森の石松 三十石船 ～ お民の度胸」 2代目京山小圓嬢「権太栗毛」 澤孝子「徂徠豆腐」                                        | 2014年09月07日 日曜15:00-16:40 |
| 2014 | 大阪 | NHK大阪ホール 2014年11月29日    | 国本武春 河島あみる | 松浦四郎若「太閤記～秀吉の報恩」 国本武春「瞼の母」 京山幸太・真山隼人「浪曲 DE 自己紹介」 三原佐知子「あゝ残留孤児」 2代目京山幸枝若「左甚五郎～掛川の宿」                     | 2015年01月24日 土曜15:00-16:45 |
| 2014 | 大阪 | NHK大阪ホール 2014年11月29日    | 国本武春 河島あみる | 春野恵子 2代目真山一郎 |                                |
| 2015 | 東京 | ニッショーホール 2015年07月24日 | 国本武春 三輪秀香   | 国本武春「佐倉義民伝 ～甚兵衛渡し～」 富士路子「重の井子別れ」 2代目京山幸枝若「清水次郎長伝より『小政の少年時代』」 玉川奈々福 コーナー出演 澤孝子「左甚五郎伝『猫餅の由来』」 | 2015年09月06日 日曜15:00-16:40 |
| 2015 | 大阪 | NHK大阪ホール 2016年01月30日    | 芦川淳平 河島あみる | 春野恵子「落城の淀君」 松浦四郎若「坂崎出羽守」 5代目天中軒雲月「徳川家康～人質から成長の巻～」 近藤正臣、京山幸太 コーナー出演 三原佐知子「亀甲組～木辻の廓」                  | 2016年02月20日 土曜15:00-16:45 |
| 2015 | 大阪 | NHK大阪ホール 2016年01月30日    | 芦川淳平 河島あみる | 菊地まどか『村松三太夫』 2代目京山小円嬢『亀甲縞』 |                                |